# Municipio de Elizabeth (condado de Miami)
El municipio de Elizabeth (en inglés: Elizabeth Township) es un municipio ubicado en el condado de Miami en el estado estadounidense de Ohio. En el año 2010 tenía una población de 1648 habitantes y una densidad poblacional de 21,24 personas por km².

## Geografía
El municipio de Elizabeth se encuentra ubicado en las coordenadas 40°0′23″N 84°5′52″O / 40.00639, -84.09778. Según la Oficina del Censo de los Estados Unidos, el municipio tiene una superficie total de 77.58 km², de la cual 77,48 km² corresponden a tierra firme y (0,12 %) 0,1 km² es agua.

## Demografía
Según el censo de 2010, había 1648 personas residiendo en el municipio de Elizabeth. La densidad de población era de 21,24 hab./km². De los 1648 habitantes, el municipio de Elizabeth estaba compuesto por el 97,51 % blancos, el 0,55 % eran afroamericanos, el 0,36 % eran asiáticos, el 0,49 % eran de otras razas y el 1,09 % eran de una mezcla de razas. Del total de la población el 0,73 % eran hispanos o latinos de cualquier raza.